# Бадминтон на летних Олимпийских играх 2024
Соревнования по бадминтону на летних Олимпийских играх 2024 года прошли с 27 июля по 5 августа. Место проведения — Порт де ла Шапель Арена в XVIII округе Парижа, открытая в феврале 2024 года.
Были разыграны 5 комплектов наград. В соревнованиях принял участие 171 спортсмен.
В мужских разрядах олимпийские чемпионы 2020 года вновь выиграли золото. При этом Виктор Аксельсен, победивший в одиночном разряде, стал первым в истории бадминтонистом не из Азии, выигравшим более одного олимпийского золота в бадминтоне. Кунлавут Витидсарн принёс Таиланду первую в истории олимпийскую медаль в бадминтоне.
Китайские бадминтонисты выиграли 5 медалей, включая два золота, ни одной другой стране не удалось выиграть более двух медалей. При этом впервые с 2004 года китайцы остались без медали в мужском одиночном разряде. Всего за 9 Олимпиад (1992—2024) китайцы выиграли 22 из 44 разыгранных золотых наград в бадминтоне.

## Медали

### Медалисты

#### Мужчины
| Разряд                         | Золото                        | Серебро                      | Бронза                            |
| Одиночный разряд см. подробнее | Виктор Аксельсен Дания        | Кунлавут Витидсарн Таиланд   | Ли Цзы Цзя Малайзия               |
| Парный разряд см. подробнее    | Тайвань · Ли Ян · Ван Чи-линь | Китай · Лян Вэйкэн · Ван Чан | Малайзия · Аарон Чиа · Со Вуи Йик |

#### Женщины
| Разряд                         | Золото                           | Серебро                     | Бронза                              |
| Одиночный разряд см. подробнее | Ан Сеён Республика Корея         | Хэ Бинцзяо Китай            | Грегория Мариcка Тунджунг Индонезия |
| Парный разряд см. подробнее    | Китай · Чень Цинчэнь · Цзя Ифань | Китай · Лю Шэншу · Тань Нин | Япония · Нами Мацуяма · Тихару Сида |

#### Микст
| Разряд                       | Золото                         | Серебро                                   | Бронза                                 |
| Смешанные пары см. подробнее | Китай · Чжэн Сывэй · Хуан Яцюн | Республика Корея · Ким Вон Хо · Чон На Ын | Япония · Юта Ватанабэ · Ариса Хигасино |

### Общий зачёт
(Жирным выделено самое большое количество медалей в своей категории; принимающая страна также выделена)
| Общее количество медалей |                  |        |         |        |       |
| Место                    | Страна           | Золото | Серебро | Бронза | Всего |
| 1                        | Китай            | 2      | 3       | 0      | 5     |
| 2                        | Республика Корея | 1      | 1       | 0      | 2     |
| 3                        | Тайвань          | 1      | 0       | 0      | 1     |
| 3                        | Дания            | 1      | 0       | 0      | 1     |
| 5                        | Таиланд          | 0      | 1       | 0      | 1     |
| 5                        | Япония           | 0      | 0       | 2      | 2     |
| 5                        | Малайзия         | 0      | 0       | 2      | 2     |
| 8                        | Индонезия        | 0      | 0       | 1      | 1     |
| Всего                    | Всего            | 5      | 5       | 5      | 15    |

## Расписание
| О | Отборочные | К | 1/8 финала | ¼ | Четвертьфиналы | ½ | Полуфиналы | Ф | Финал |

| Дата                     | Июль 27 | Июль 27 | Июль 28 | Июль 28 | Июль 29 | Июль 29 | Июль 30 | Июль 30 | Июль 31 | Июль 31 | Авг 1 | Авг 1 | Авг 2 | Авг 2 | Авг 3 | Авг 3 | Авг 4 | Авг 4 | Авг 5 | Авг 5 |
| Событие ↓                | У       | Д       | В       | У       | Д       | В       | У       | Д       | В       | У       | Д     | В     | У     | В     | У     | В     | У     | В     | У     | В     |
| ------------------------ | ------- | ------- | ------- | ------- | ------- | ------- | ------- | ------- | ------- | ------- | ----- | ----- | ----- | ----- | ----- | ----- | ----- | ----- | ----- | ----- |
| Мужской одиночный разряд | О       | О       | О       | О       | О       | О       | О       | О       |         | О       |       |       | К     |       | 1/4   |       | 1/2   |       |       | Ф     |
| Мужской парный разряд    | О       | О       | О       | О       | О       | О       | О       | О       |         |         | 1/4   |       |       | 1/2   |       |       | Ф     |       |       |       |
| Женский одиночный разряд | О       | О       | О       | О       | О       | О       | О       | О       | О       |         | К     |       |       |       | 1/4   |       | 1/2   |       | Ф     |       |
| Женский парный разряд    | О       | О       | О       | О       | О       | О       | О       | О       |         |         |       | 1/4   |       | 1/2   |       | Ф     |       |       |       |       |
| Смешанный парный разряд  | О       | О       | О       | О       | О       | О       |         |         |         | 1/4     |       | 1/2   |       | Ф     |       |       |       |       |       |       |

## Место проведения
| Порт де ла Шапель Арена |
| ----------------------- |
|                         |
| Вместимость: 8000       |